# Loi sur l'enseignement privé
Au Québec, la loi sur l'enseignement privé est la loi qui pose les balises pour le fonctionnement des établissements d'enseignement privé.

## Objet et application de la loi
Cette loi touche autant les établissements de niveau préscolaire, primaire, secondaire et collégial, et touche aussi aux établissement de la formation générale des adultes, ou encore de la formation professionnelle, que la clientèle soit jeune ou adulte. Le ministre de l'Éducation est chargé de veiller au respect de la loi sur l'enseignement privé. Les établissements d'enseignement privé au Québec, qu'ils détiennent un permis ou qu'ils soient agréés, sont assujettis au contrôle de la Direction de l'enseignement privé, ou encore de la Direction de l'enseignement privé collégial, s'ils offrent un programme d'études collégiales, qu'il soit de nature préuniversitaire ou technique. Advenant qu'un établissement d'enseignement privé offre des programmes de l'ordre collégial et d'un autre ordre (c'est le cas du Séminaire de Sherbrooke, par exemple), chacune de ces directions du ministère exercera un contrôle sur le programme qui lui revient. La loi sur l'enseignement privé est appuyée par des règlements touchant au fonctionnement des établissements d'enseignement privés des divers ordres d'enseignement. Il est toutefois possible que d'autres lois et règlements aient une incidence sur le fonctionnement de l'établissement privé soumis à la Loi sur l'enseignement privé, notamment les lois ayant trait au réseau public, tout dépendant des services éducatifs qu'il offre et de la clientèle visée.

## Comparaison avec les autres provinces canadiennes
La plupart, sinon la totalité, des autres provinces au Canada ont aussi au moins une loi qui touche aux établissements d'enseignement privé. Il arrive, dans le cas d'une séparation des ministères de l'éducation et de l'enseignement supérieur, que chacun doive veiller à l'application d'une loi sur les écoles privées des ordres d'enseignement qu'ils chapeautent. On peut remarquer des différences marquées entre les lois sur les établissements d'enseignement privé d'une province à l'autre. La distinction, par exemple, entre la formation générale des jeunes et celle des adultes peut être différente. Aussi, la loi ontarienne permet à une entreprise d'exploiter une école jusqu'à un mois avant la délivrance du permis ministériel, alors que d'autres lois l'interdisent. La dichotomie entre des lois touchant la création d'un réseau public, et celles touchant aux possibilités de développement de réseaux privés, est fréquente.

## Description du réseau privé
Le réseau d'enseignement privé au Québec comprenait, au 19 février 2010, 442 écoles. La plupart des écoles constituant ce réseau sont des écoles secondaires privées. On compte aussi quelques écoles primaires dérogeant à la loi 101 à cause de leur enseignement bilingue ou trilingue, des écoles pour élèves ayant des difficultés d'apprentissage, quelques écoles donnant des cours d'été pour les examens finaux de reprise du secondaire (classées à titre d'écoles de la formation générale des adultes), et une soixantaine d'écoles professionnelles et techniques. Plus d'une de ces écoles offre un programme de formation unique, que n'offrent pas les établissements publics. Pensons, par exemple, au programme de palefrenier du collège La cabriole. Les établissements d'enseignement privé peuvent choisir d'offrir leur enseignement en français, en anglais, ou de former des cohortes en français, et d'autres cohortes en anglais. Néanmoins, hormis les écoles primaires et secondaires situées sur l’île de Montréal, les écoles techniques de la région de Montréal et les écoles primaires offrant des cours d’immersion dans plusieurs régions du Québec, il est constatable que la majorité des écoles privées situées en région offrent leurs programmes en français.

## Quelques différences notables d'avec le réseau public
Les écoles publiques ne sont pas assujetties à la Loi sur l’enseignement privé. Contrairement aux écoles publiques, les écoles privées opèrent sous permis. Les permis et l’agrément des écoles privées peuvent leur être retirés. Encore une fois, contrairement aux écoles publiques, les écoles privées doivent demander le renouvellement de leur permis. Le permis d’une école privée doit être affiché à vue, alors qu’aucune école publique n’affiche la liste de ses programmes autorisés de la même façon. Les écoles privées doivent, en vertu de la Loi sur l’enseignement privé, fournir un cautionnement pour rembourser des étudiants advenant leur fermeture. Les écoles privées doivent demander de nouveaux programmes, alors que les programmes sont attribués aux établissements publics par la Ministre. Des écoles privées peuvent être subventionnées ; dans ce cas, elles ne sont pas subventionnées de façon à couvrir entièrement les coûts des services éducatifs qu’elles offrent, et certains de leurs services éducatifs, dont les examens de reprise, ne sont pas subventionnés. 
La Loi sur l’enseignement privé exige que les écoles privées proposent aux futurs étudiants un contrat de services éducatifs signé par un directeur, engageant donc l’école, alors que les futurs étudiants des écoles publiques ne signent qu’un formulaire d’admission et d’inscription, qui n’est pas signé par un directeur de l’école. Des règlements posent des balises aux frais que les établissements d’enseignement privé peuvent exiger de leurs élèves. La Loi sur l’enseignement privé prévoit que les écoles privées peuvent imposer une pénalité à un étudiant qui résilie son contrat de services éducatifs, qui correspond à environ 8 % des frais de scolarité du programme. La Loi sur l’enseignement privé impose aussi aux écoles privées des restrictions quant à la publicité, qui sont absentes des lois qui gouvernent les écoles du réseau public. 
Des écoles privées, au primaire et au secondaire, se démarquent par l'adoption d'une philosophie de l'éducation particulière, et absente des écoles du réseau public. Plus d'une d'entre elles offre des cours enrichis, et ajoutent des cours à ceux prévus par le Programme de formation de l'école québécoise. Certaines écoles professionnelles et techniques se démarquent par un réseau qui facilite le placement des diplômés, ou encore par l'expérience de travail des professeurs qui enrichit beaucoup l'enseignement.
Aussi, seules les écoles privées peuvent avoir, au Québec, un projet éducatif religieux. C'est pourquoi les commissions des écoles catholiques de Montréal et de Verdun ont été abolies, mais la Loyola High School et l'École musulmane de Laval persistent, et disposent toujours d'un projet éducatif religieux.

## Structure organisationnelle
Les petits établissements ont peu d'employés qui cumulent plusieurs tâches et sont polyvalents, comme le travail engendré par des populations scolaires de plus petite taille sont moins lourdes. Les établissements dont la taille de la population scolaire est plus grande tendent à copier la structure de leurs homologues du secteur public, mais avec un souci d'économie quant aux dépenses liées aux ressources humaines. Les enseignants des établissements subventionnés sont habituellement syndiqués. On peut noter des innovations quant à la structure des établissements d'enseignement privé, comme la sous-traitance et l'emploi de spécialistes du marketing, notamment pour le recrutement d'étudiants internationaux. Il arrive que les établissements d'enseignement privé collégial agréés aux fins de financement s'appuient, à des fins de gestion, sur les directeurs de programmes auxquels ils accordent un rôle élargi. 